# Kurt Krüger (Fußballspieler)
Kurt Krüger (* 4. Oktober 1920 in Lintorf; † 19. Januar 2003), auch „Kutti“ gerufen, war ein deutscher Fußballspieler.

## Karriere

### Vereine
Aus der Mannschaft von Alemannia 08 Düsseldorf hervorgegangen, gelangte Krüger zur Saison 1939/40 in die erste Mannschaft von Fortuna Düsseldorf. In seiner ersten Saison am Flinger Broich gewann er auf Anhieb die Meisterschaft in der Gauliga Niederrhein. In der Endrunde um die Deutsche Meisterschaft 1940 war er als Mittelläufer gemeinsam mit seinen Mitspielern Willi Abromeit, Paul Janes, Felix Zwolanowski und Stanislaus Kobierski der spielende Abwehrstratege in den Gruppenspielen gegen den CSC 03 Kassel, den Mülheimer SV 06 und den FC Schalke 04 im Einsatz. Gegen den späteren Deutschen Meister FC Schalke 04 spielte Fortuna Düsseldorf mit ihm zweimal Remis. Im Tschammerpokal-Wettbewerb 1940 zog er mit Fortuna Düsseldorf nach Erfolgen über den 1. FC Kaiserslautern, VfR Mannheim, Eintracht Frankfurt und den Wiener SK in das gegen den 1. FC Nürnberg mit 0:1 verlorene Halbfinale ein. Durch die Umstände des Zweiten Weltkriegs bedingt, kam er als Marinesoldat nach Kiel und spielte für Holstein Kiel. Mit den „Störchen“ zog er als agierender Abwehrspezialist erneut in das Pokalhalbfinale ein, das am 12. Oktober 1941 jedoch deutlich mit 0:6 gegen den FC Schalke 04 verloren wurde. In der Gauliga Schleswig-Holstein gewann er 1943 und 1944 die Meisterschaft und war damit auch für die Endrunde um die deutsche Meisterschaft qualifiziert. In der Endrunde 1943 setzte sich seine Mannschaft gegen die TSG Rostock, BTuFC Britannia 1892 und den FC Schalke 04 durch. Das Halbfinale gegen den Dresdner SC wurde mit 1:3 verloren; das Spiel um Platz 3 wurde jedoch mit 4:1 gegen First Vienna FC 1894 Wien gewonnen. Mit Alfred Boller, Ottmar Walter und Werner Baßler hatte er auch leistungsstarke Mitspieler an seiner Seite.
Nach Beendigung des Zweiten Weltkrieges verblieb er noch bis November 1948 in Kiel und bestritt insgesamt 30 Punktspiele in der Oberliga Nord, in der er drei Tore erzielte. Von Dezember 1948 bis Januar 1952 spielte er erneut für Fortuna Düsseldorf, für die er 53 Punktspiele in der Oberliga West bestritt. Nach einem doppelten Schienbeinbruch, den er sich am 6. Januar 1952 im Spiel gegen Bayer 04 Leverkusen zugezogen hatte, endete seine aktive Fußballerkarriere abrupt.

### Nationalmannschaft
Sein einziges Länderspiel für die A-Nationalmannschaft bestritt er 19-jährig am 14. Juli 1940 in Frankfurt am Main gegen die Nationalmannschaft Rumäniens. Unter Spielführer Paul Janes, seinem Vereinsmitspieler, debütierte er an der Seite der Weltklasse-Außenläufer Andreas Kupfer und Albin Kitzinger. Beim 9:3-Erfolg ragte mit Fritz Walter ein weiterer Debütant heraus. Kriegsbedingt blieb es sein einziger Einsatz als Nationalspieler.

## Sonstiges
Der gelernte Dreher fand später in der Verwaltung der Düsseldorfer Rheinbahn sein berufliches Auskommen und war auch als Trainer im Amateurbereich (u. a. TSV Eller 04) tätig.